# Diepsloot (Gauteng)
Diepsloot is een plaats in de Zuid-Afrikaanse provincie Gauteng. De plaats is onderdeel van de stad Johannesburg. Diepsloot telt bijna 140.000 inwoners.

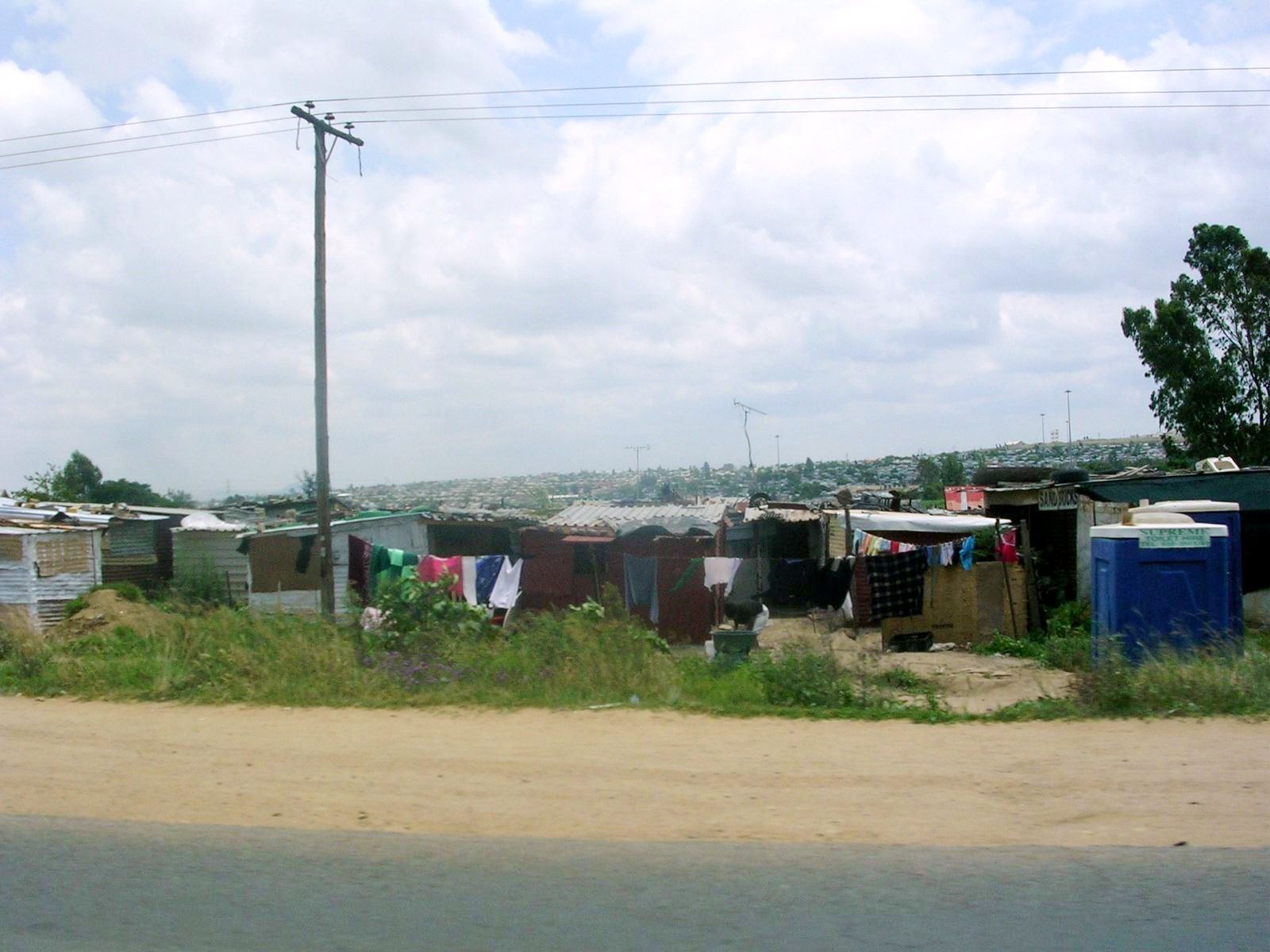
Township in Diepsloot

Diepsloot ligt aan de noordrand van Johannesburg. Het dorp werd gesticht in 1995 in het kader van het Reconstruction and Development Programme dat het ANC opstelde nadat de partij aan de macht was gekomen. Diepsloot was oorspronkelijk gepland als tijdelijke voorziening voor bewoners van de township Alexandra maar werd al spoedig een permanente nederzetting. Naast huizen die door de overheid werden gebouwd werden duizenden krotwoningen gebouwd voor mensen die niet in aanmerking komen voor ondersteuning.